# Parechinidae
Parechinidae (лат.) — семейство морских ежей подотряда Echinidea отряда Camarodonta.

## Характеристика
Семейство Parechinidae включает 5 родов «правильных» морских ежей с более или менее сферическим панцирем (раковиной), защищённым иглами (шипами). Тело этих животных имеет центральную пентарадиальную симметрию, то есть с пятью плоскостями симметрии. Рот расположен в центре оральной (нижней) стороны, а анус — на аборальной (верхней) стороне.
У всех представителей отряда Camarodonta бугорки неперфорированные, а амбулакральные пластинки сложные. Для Parechinidae характерно густое покрытие межамбулакральных пластинок многочисленными почти одинаковыми бугорками, а щёчные вырезки незначительны. Шаровидные педицеллярии между шипами имеют широко раскрытые лопасти, каждая из которых имеет множество боковых зубцов.
Семейство включает один ископаемый род и четыре ныне существующих родов. Представители последних обитают преимущественно в бассейне Атлантического океана, но большинство из них широко распространены по всему ареалу. Большинство съедобны и представляют определённый промысловый интерес (например, Paracentrotus lividus, средиземноморский съедобный морской ёж).

## Роды
В семейство входят следующие роды:
- Isechinus Lambert (1903) †
- Loxechinus Desor (1856), 1 вид
- Paracentrotus Mortensen (1903), 2 вида
- Parechinus Mortensen (1903), 1 вид
- Psammechinus L. Agassiz & Desor (1846), 2 вида

## Галерея

Представители семейства Parechinidae
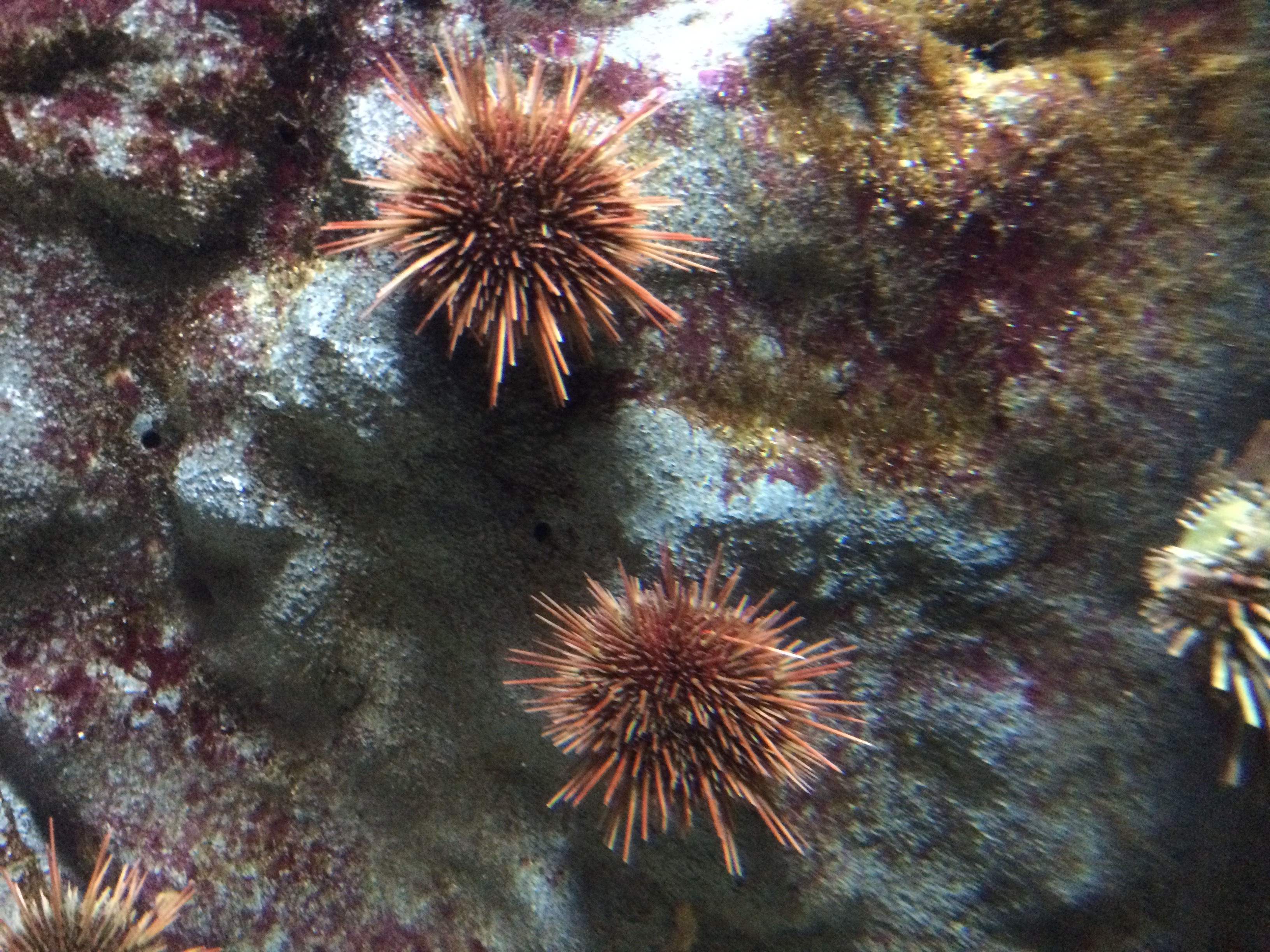
Loxechinus albus
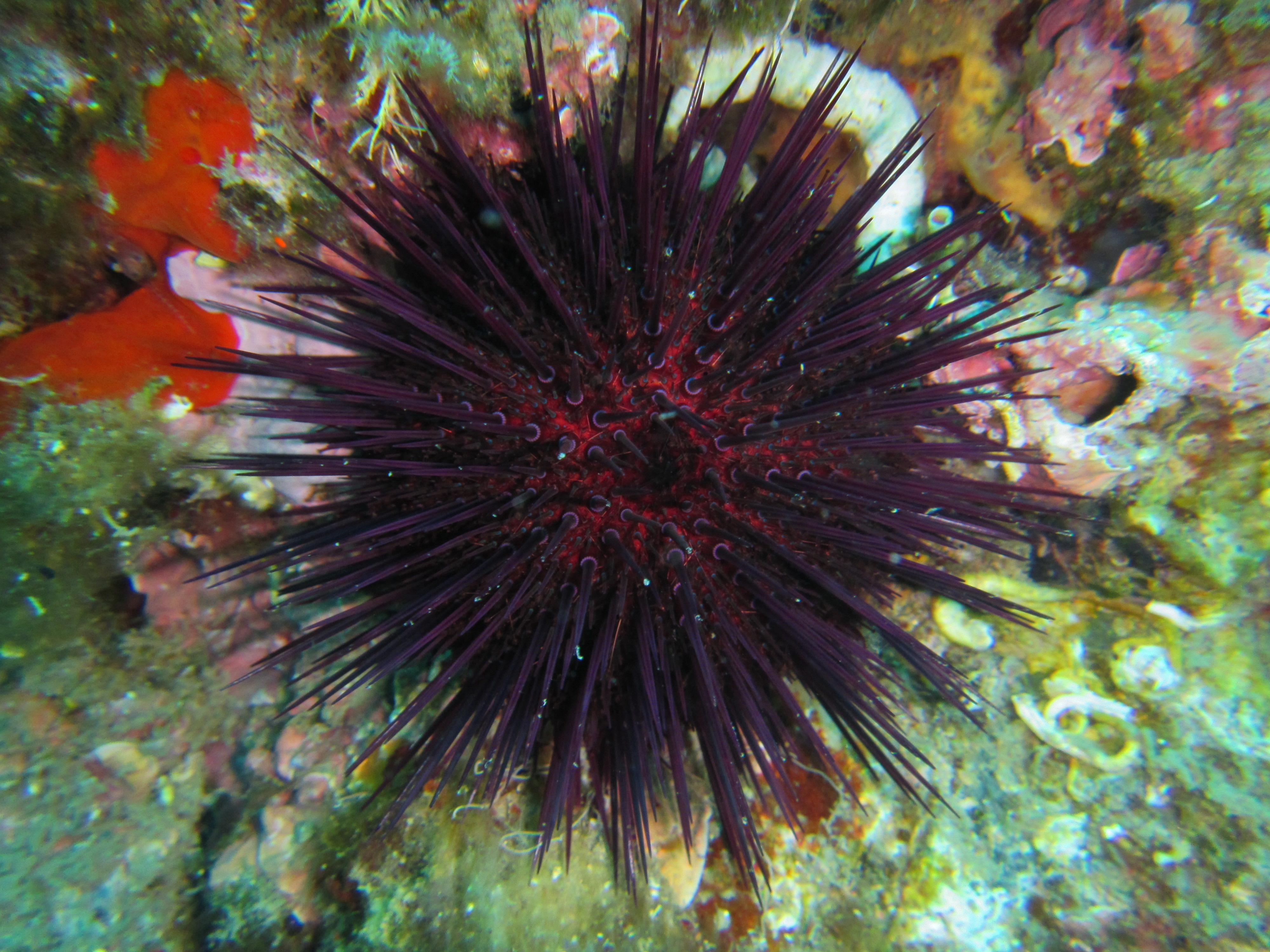
Paracentrotus lividus
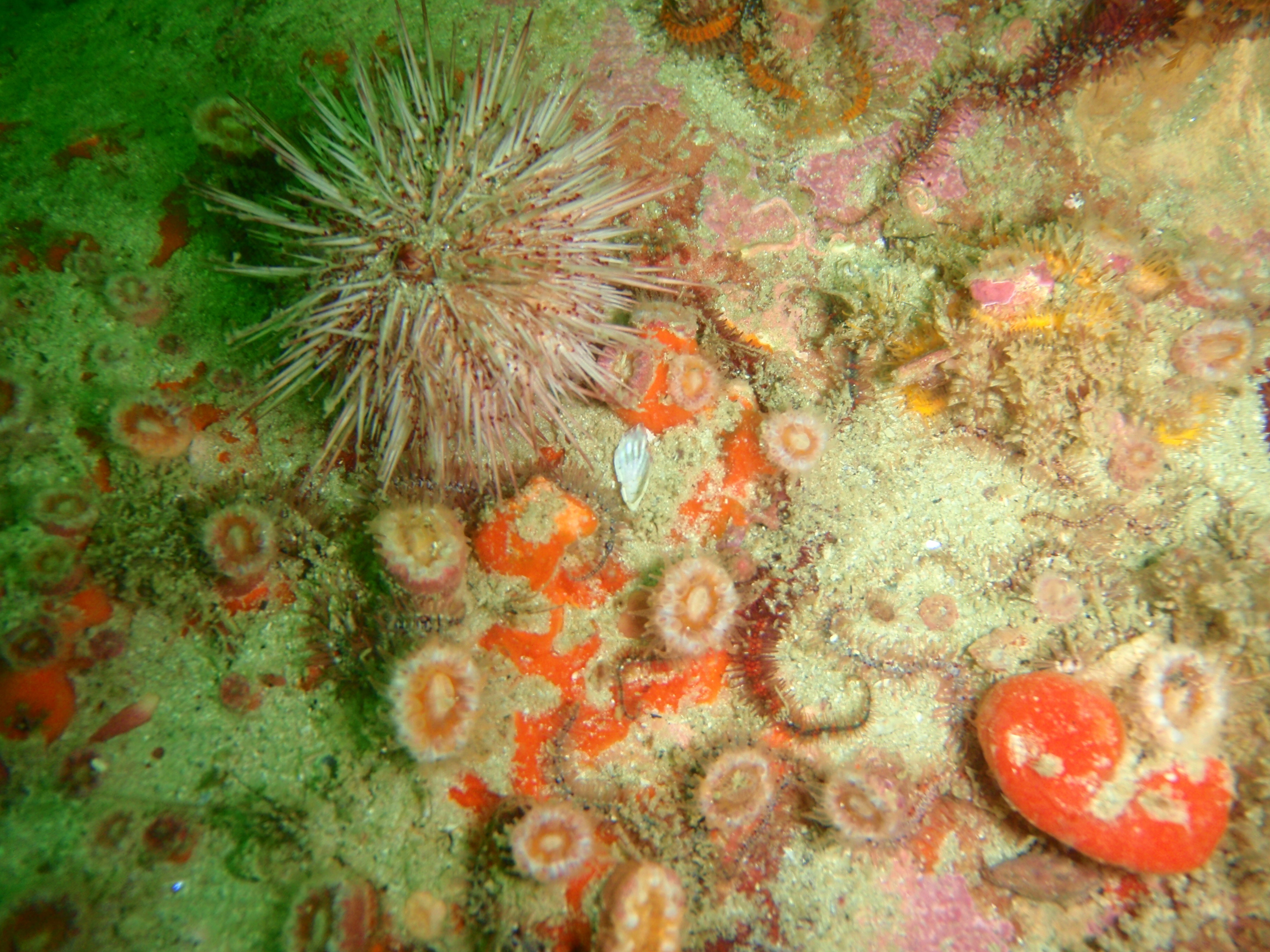
Parechinus angulosus
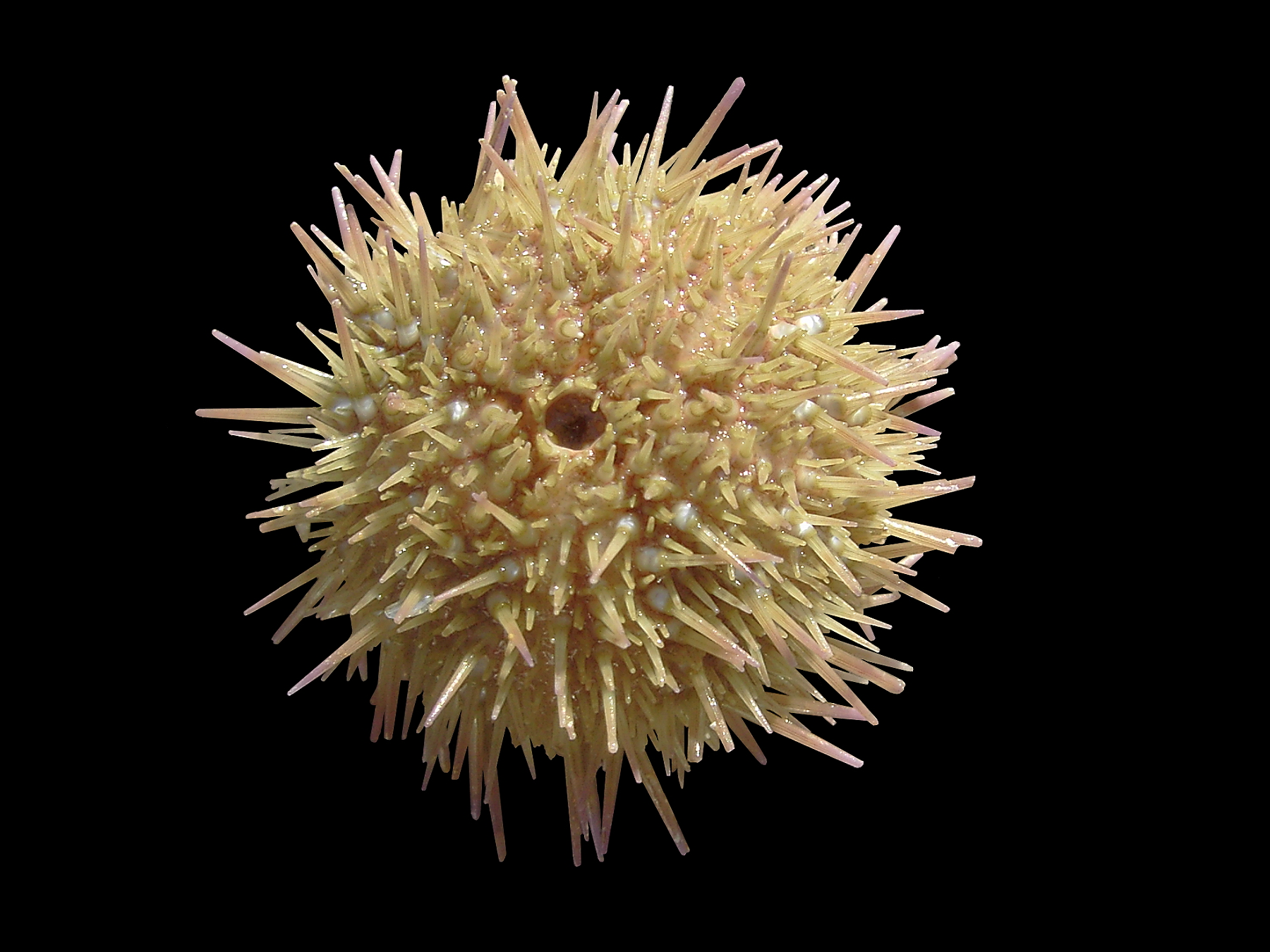
Psammechinus miliaris
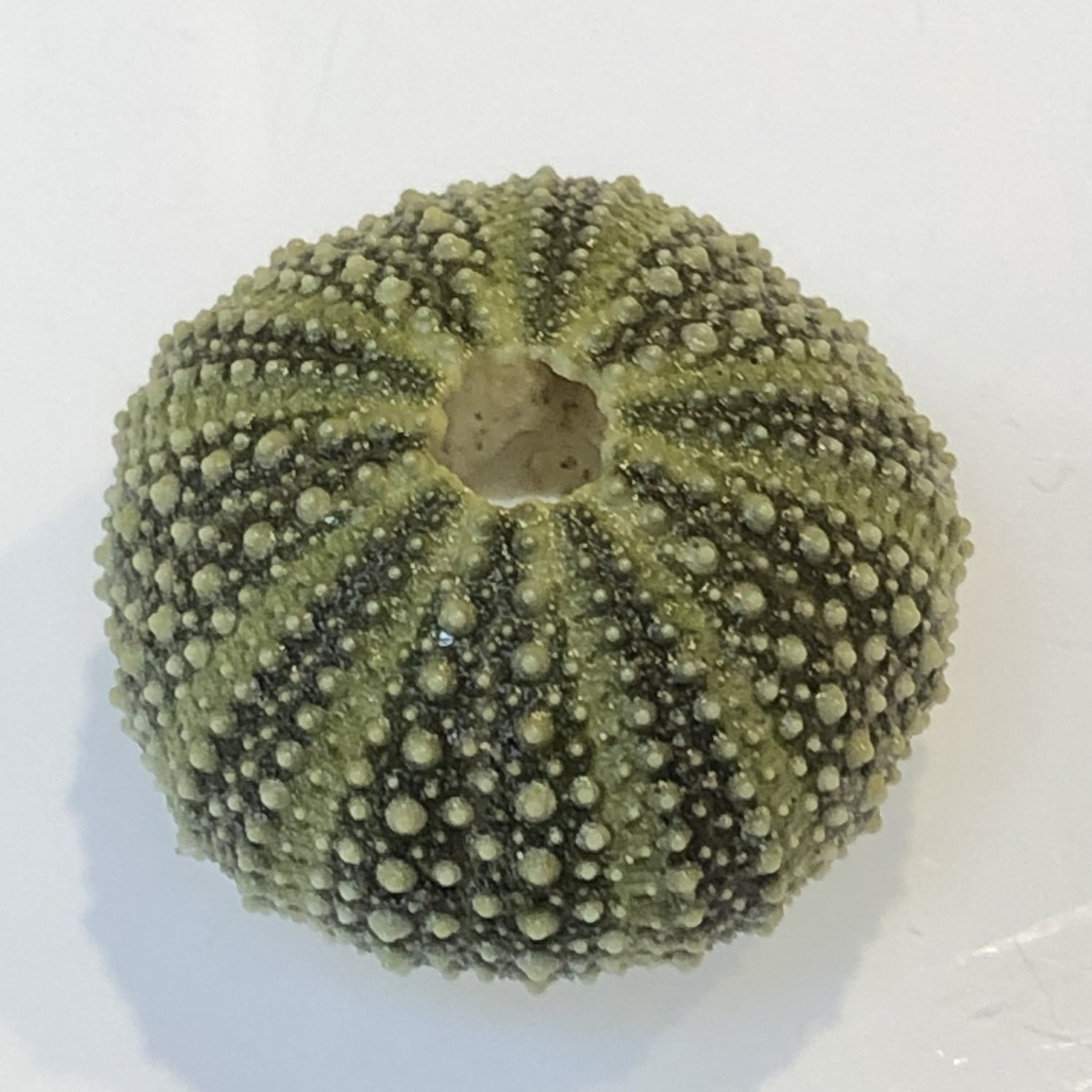
Панцирь Psammechinus miliaris